# Стаут, Кристи Лю
Кристи Лю Стаут (англ. Kristie Lu Stout, 7 декабря 1974) — известный журналист и телеведущая CNN International, на котором она работает с 2001.
По состоянию на 2007 она является ведущей ежемесячной программы Global Office, а также совместно с Хью Риминтоном ведёт ежедневную передачу CNN Today, благодаря которой она в 2006 победила в номинации «Лучший ведущий теленовостей» на Asian Television Awards. Ранее Стаут вела программу Spark, посвящённую электронным технологиям и ежедневную передачу Tech Watch, писала колонку «Beijing Byte» для газеты South China Morning Post, была сотрудником редакции в Wired.com и одним из основателей онлайн-сервиса Sohu.
Кристи окончила среднюю школу Линбрук в Сан-Хосе, штат Калифорния, где она была основателем Клуба речей и дебатов Линбрука (Lynbrook Speech and Debate Club). Её наградили степенью бакалавра и магистра СМИ по окончании Стэнфордского университета. Кроме того Стаут прошла курс китайского языка для подготовленных студентов в пекинском университете Tsinghua University.